# 週刊文珍
『週刊文珍』（しゅうかんぶんちん）は、1989年4月2日から同年9月24日まで日本テレビ系列局で放送されていた、日本テレビ製作のワイドショー形式のバラエティ番組である。放送時間は毎週日曜 9:30 - 10:00 （日本標準時）、スタジオからの生放送。
兵庫県が前年1988年4月から半年間朝日放送・松竹芸能が制作しテレビ朝日系列局のほか兵庫県域局の独立局サンテレビで放送された『いい話みつけ旅』同様企画に関わったほか番組提供も務めた（複数社）。ただしサンテレビには放送されなかった（兵庫県内はよみうりテレビで放送）。

## 司会
- 桂文珍 - 編集長兼ホストとして出演。
- 福澤朗（当時日本テレビアナウンサー） - ニュースコーナーのキャスターとして出演。

## 内容
一週間のニュース
番組前半のコーナー。前身の『独占!TV会見』から続くコーナーで、後継の『THE・サンデー』『TheサンデーNEXT』『シューイチ』でも使用。このコーナーでは福澤が進行を担当していた。
ゲストトーク
番組後半のコーナー。司会の文珍が1人または1組のゲストとともに、放送日前週の気になったニュースに対して厳しい意見を出していた。ゲストのエピソードも紹介していた。

## 番組の流れ
1. オープニング - 「本日創刊」ないしは「本日発売・週刊文珍」というクレジットだった。
2. 司会の文珍による挨拶とゲスト紹介
3. 架空雑誌「週刊文珍」表紙撮影 - 番組は「映像で見る週刊誌」と謳っていたため。
4. 提供・CM1
5. 一週間のニュース
6. CM2
7. ゲストトーク・エンディング
8. CM3・提供
9. 来週のゲスト紹介 - 最終回では、文珍が「一部の地域を除いて、THE・サンデーへ引越しとなります」と語っていた。

## 放送局
- 日本テレビ（制作局） - 日曜 9:30 - 10:00
- 札幌テレビ - 日曜 9:30 - 10:00[1]
- ミヤギテレビ - 日曜 9:30 - 10:00[2]
- テレビ新潟 - 日曜 9:30 - 10:00[3]
- 静岡第一テレビ - 日曜 9:30 - 10:00[4]
- 中京テレビ - 日曜 9:30 - 10:00[5]
- 北日本放送 - 日曜 9:30 - 10:00[6]
- 北陸放送 - 日曜 11:00 - 11:30（同日時差ネット）[6]
- 福井放送 - 日曜 9:30 - 10:00[6]
- 読売テレビ - 日曜 9:30 - 10:00[7]
- 西日本放送 - 日曜 9:30 - 10:00[8]
- 広島テレビ - 日曜 9:30 - 10:00[9]
- 南海放送 - 日曜 11:00 - 10:30（同日時差ネット)[10]
- 山口放送 - 日曜 9:30 - 10:00[10]
- 福岡放送 - 日曜 9:30 - 10:00[10]
- テレビ大分 - 日曜 9:30 - 10:00[10]

ほか